# Legends car

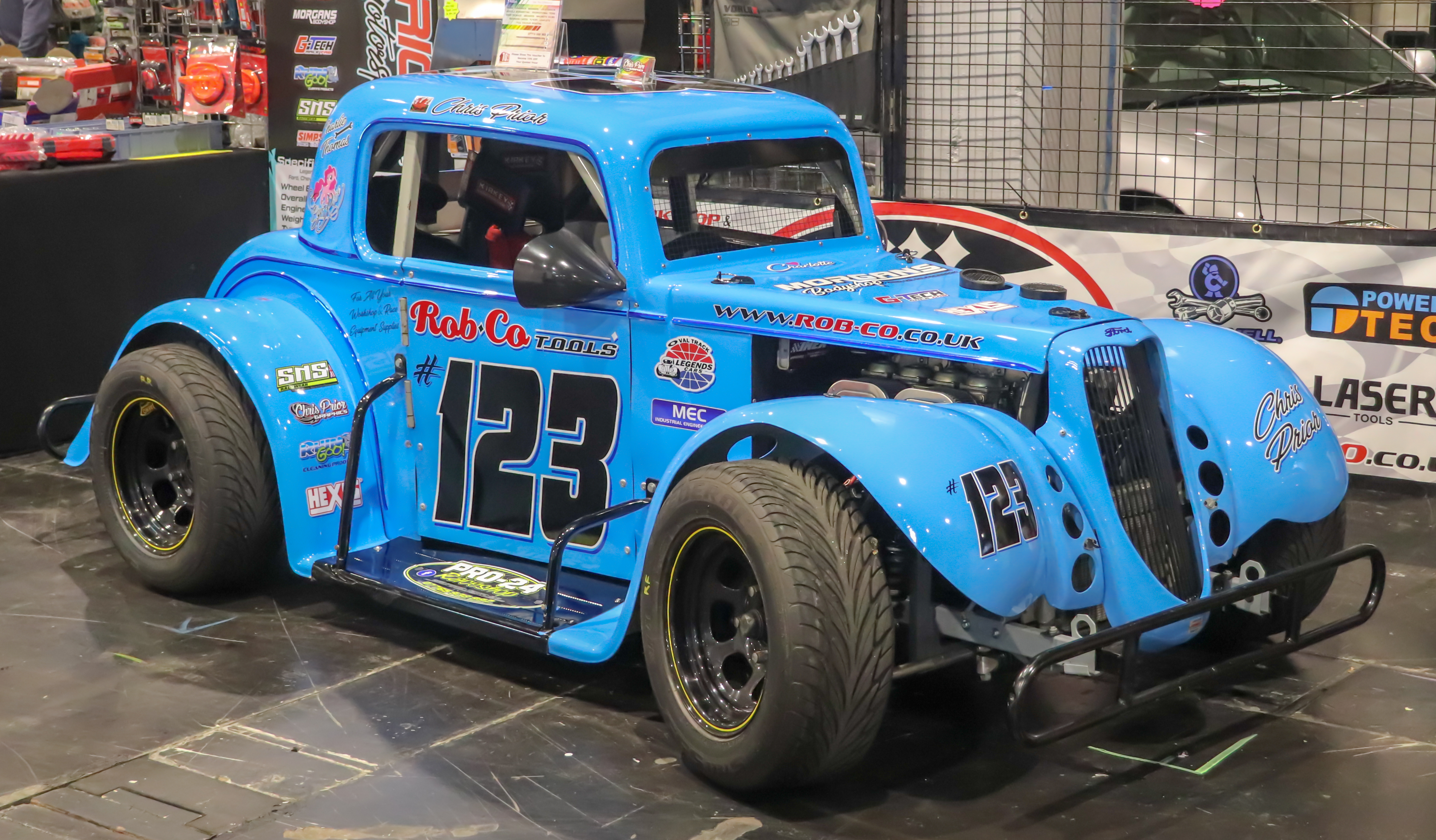
Legends Car basata su Ford Coupé '34

Le Legends Car sono auto da corsa americane, di tipo silhouette, nella fattispecie stock car, pensate per promuovere gare emozionanti e contenere i costi. Le carrozzerie delle auto sono repliche in scala 5/8 di automobili americane degli anni '30 e '40, alimentate fino al 2018 da un motore Yamaha XJ1250 o FJ1200 (entrambi 4 cilindri raffreddati ad aria) e, a partire dal 2018, MT09 (3 cilindri raffreddato ad acqua).
Le Legends gareggiano in trofei monomarca.
A parità di epoca di fabbricazione, le auto sono meccanicamente identiche ad eccezione delle differenze di design della carrozzeria, disponibile in numerose versioni, alcune delle quali non più in produzione. Non è infrequente tuttavia trovare sui campi di gara vetture con vecchia motorizzazione o vecchio design.

## Storia

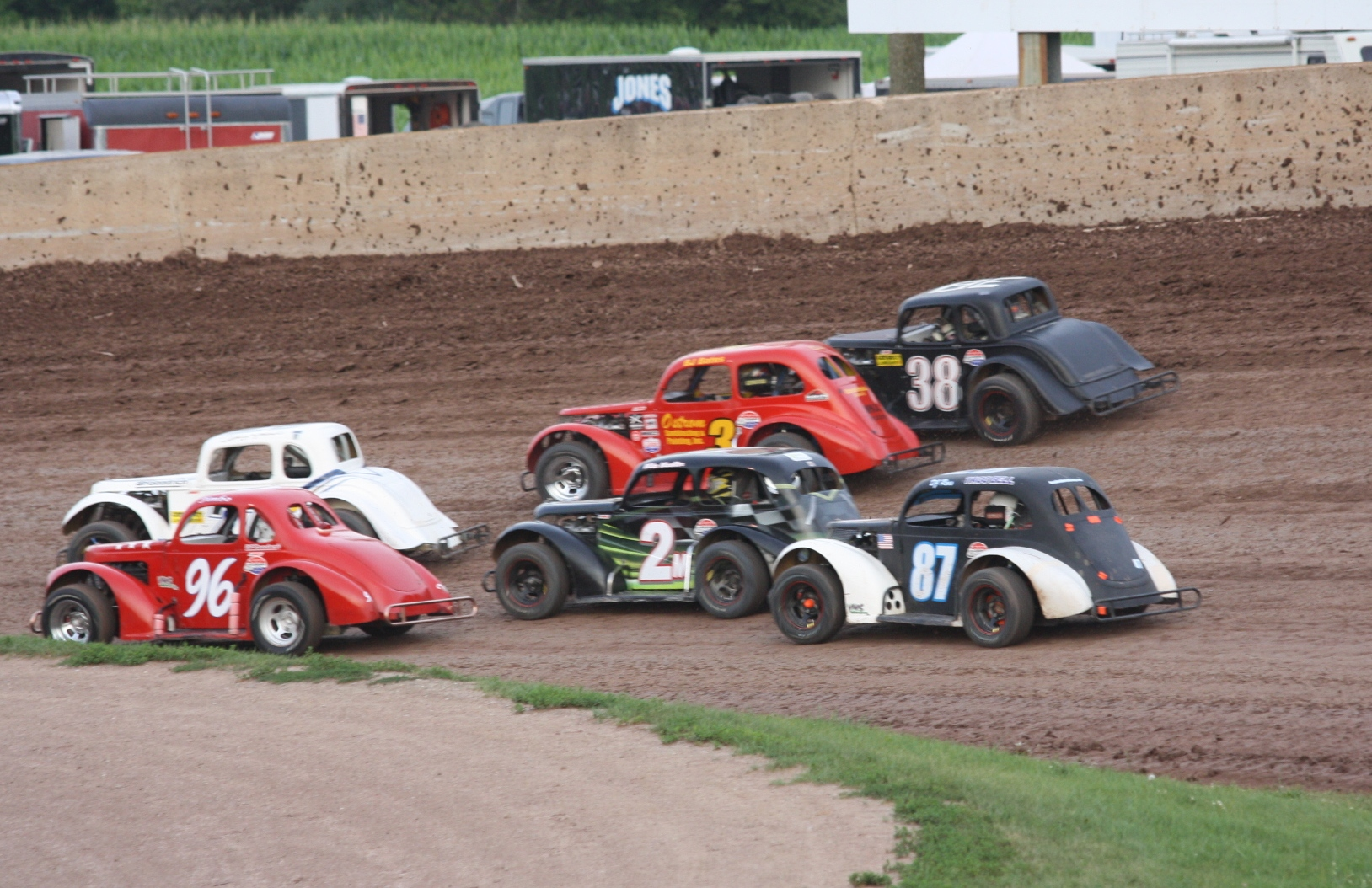
Gara sulla pista sterrata di Beaver Dam

Nel 1992, i funzionari della Charlotte Motor Speedway erano alla ricerca di un'alternativa economica alle stock car con tempi e costi di manutenzione ridotti. Scoprirono che esisteva una particolare auto prodotta dalla Dwarf Car Company a Phoenix, in Arizona, una piccola riproduzione in scala 5/8 di un modello Ford Coupé del 1935, dotata di carrozzeria in acciaio e motore motociclistico. Decisero quindi di adattare questo progetto alle loro esigenze, sostituendo l'acciaio della carrozzeria con la più economica e leggera vetroresina, e aggiungendo al design originale dei parafanghi.
In questo modo crearono delle moderne auto da competizione somiglianti alle vecchie stock car NASCAR  delle primissime edizioni.
La prima vettura Legends Car venne presentata nell'aprile 1992 dal presidente e direttore generale della pista Humpy Wheeler e dal pilota Elliott Forbes-Robinson. Le Legends Car sono prodotte dalla US Legend Cars International (precedentemente 600 Racing, Inc.) a Harrisburg, nella Carolina del Nord. Sono il più grande produttore di massa di auto da corsa al mondo.

## Legends Car nel mondo

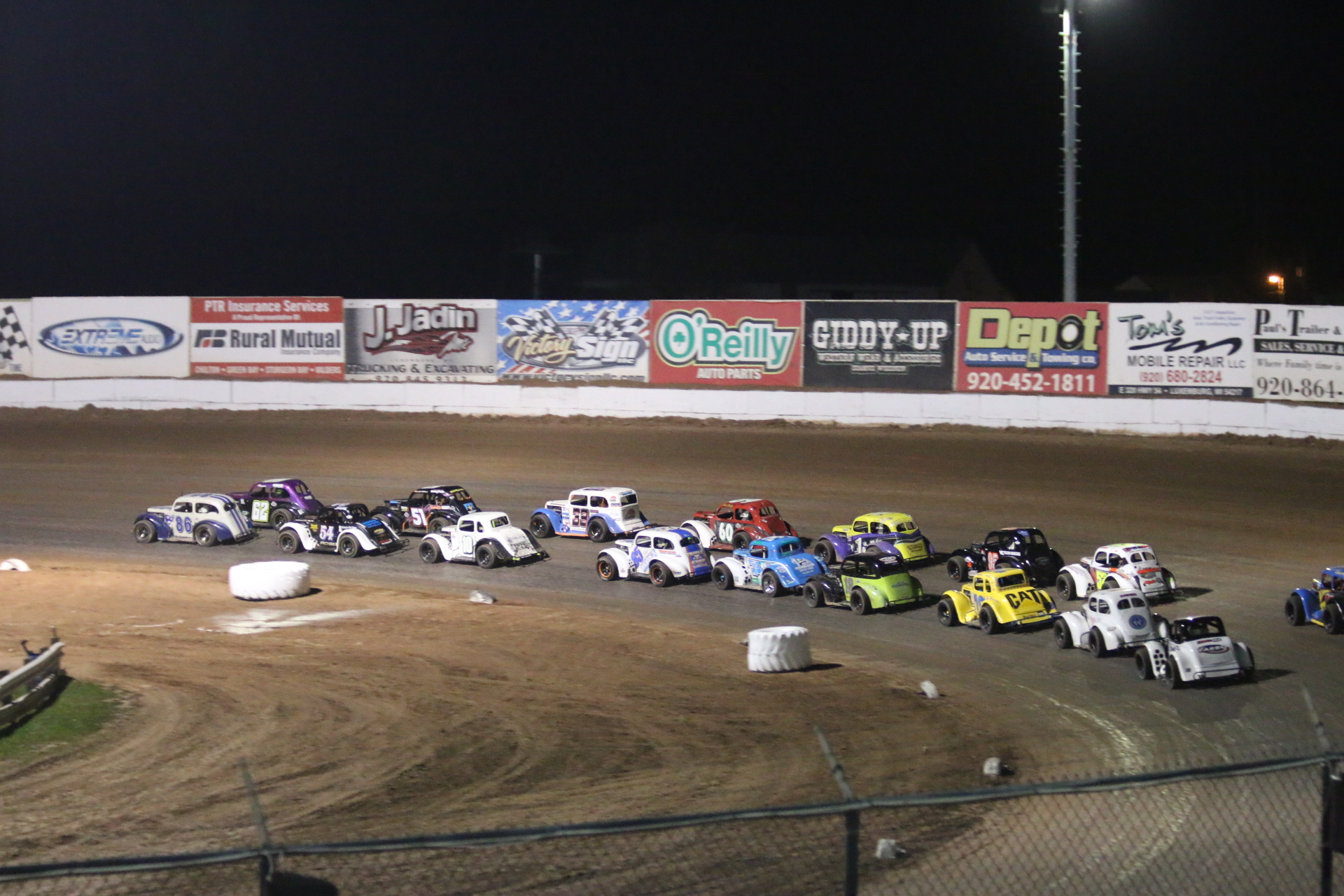
US Legends 2016 Dirt Nationals al 141 Speedway

Oltre che negli USA, campionati nazionali si svolgono in molti paesi in vari continenti, tra cui l'Italia. Ogni novembre, le finali mondiali si svolgono negli Stati Uniti, con la notevole eccezione della Finale 2017 che si è svolta in Finlandia presso il Botniaring Racing Circuit.

### Stati Uniti
I piloti sono divisi in quattro categorie. La Divisione Pro è per i piloti esperti. La Divisione Master include piloti dai 40 anni in su. La Divisione Semi-Pro include i debuttanti e i piloti con meno di due anni di esperienza. Infine, la Divisione Young Lions è destinata ai conducenti di età compresa tra 12 e 16 anni.
Si svolgono due campionati separati, uno su terra e uno su pista, generalmente disputati su circuiti ovali.
La finale mondiale si tiene invece su circuiti stradali o ovali esclusivamente asfaltati.

### Italia
In Italia circolano più di 120 Legend Cars, e il Campionato Italiano ufficiale conta fino a 35 piloti per evento. Le gare si svolgono su circuiti stradali permanenti sul territorio italiano. La sede del Legend Cars Italia si trova presso il Castelletto Circuit a Castelletto di Branduzzo, in Provincia di Pavia.
Il Team italiano ha vinto la Finale Mondiale categoria Semi-Pro nel 2019 con il pilota Kevin Liguori.
Dal 2020 è stato istituito un Legends Car Ice Challenge che si tiene in varie famose località sciistiche italiane durante la stagione invernale, con gare su circuiti innevati.
L'ex sciatore italiano della Coppa del Mondo di sci alpino Kristian Ghedina ha corso nel Campionato Italiano Legend Cars 2021 e nello stesso anno ha debuttato anche il pilota e youtuber Alberto Naska, grazie al quale il campionato ha guadagnato molta popolarità.
Dal 2022 Legends Car Italia ha iniziato una partnership con Nakang, che ha specificamente sviluppato per le Legends degli pneumatici da competizione e degli pneumatici di derivazione stradale. Il regolamento del Campionato Italiano prevede a partire dal 2022 l'uso dei soli pneumatici Nankang nella versione stradale.

## Specifiche dell'auto
- Costo: 22000 € + IVA
- Interasse: 1854 mm
- Larghezza: 1524 mm
- Lunghezza: 3200 mm
- Altezza: 1168 mm
- Motore: Yamaha MT09 3 cilindri 847cc
- Potenza massima: 138 CV (101 kW) a 10500 giri/min
- Coppia massima: 95 Nm a 7800 giri/min
- Peso: 470 Kg a vuoto
- Pneumatici: 205/60R13 Hoosier da competizione (USA), Nankang stradali (Italia)
- Trazione: posteriore
- Cambio: sequenziale manuale a 6 rapporti
- Telaio: tubolare in acciaio con roll-bar integrato (5 stelle NASCAR)

Note: